# Laubenbuch
Laubenbuch este o arie protejată (arie specială de conservare — SAC, sit de importanță comunitară — SCI) din Germania întinsă pe o suprafață de 20,6 ha, integral pe uscat.

## Localizare
Centrul sitului Laubenbuch este situat la coordonatele 48°58′11″N 11°03′38″E / 48.9697°N 11.0606°E.

## Înființare
Situl Laubenbuch a fost declarat sit de importanță comunitară în mai 1997 pentru a proteja 1 specie de animale. Situl a fost protejat și ca arie specială de conservare în aprilie 2016.

## Biodiversitate
Situată în ecoregiunea continentală, aria protejată conține 1 habitat natural: Păduri de stejar și carpen Galio-Carpinetum.
La baza desemnării sitului se află o specie protejată de  păsări: ciocănitoarea de stejar (Dendrocopos medius).